# Хиперболична тригонометрија
Хиперболична тригонометрија има своју улогу у геометрији Лобачевског. Користи се за проучавање отпорности материјала, у електротехници, статичким прорачунима висећих мостова у грађевинарству и другим гранама науке. У математици се хиперболичне функције користе, на пример, за решавање интеграла где се појављује {\displaystyle 1+x^{2},} за разлику од облика {\displaystyle 1-x^{2},} где се користи обична, тј. равнинска тригонометрија.

## Дефиниција
Хиперболични троугао се састоји од три неколинеарне тачке и три сегмента међу њима.

## Хиперболичне функције
Хиперболичне функције је увео у употребу италијански математичар Винченцо Рикати. Он је користио ознаке Sh. и Ch. за хиперболни синус и косинус. Теорију је даље развио Ламберт (Histoire de l'académie Royale des sciences et des belles-lettres de Berlin, том. XXIV. стр. 327 (1768)), негде око 1771, употребљавајући sinh и cosh. Код нас се за хиперболне функције користе ознаке sh x, ch x, th x, cth x, sech x, cosech x, али овде следимо скраћенице које подржава Википедијин софтвер, тј. Латех, а то су уобичајене англосаксонске ознаке.

### Дефиниција хиперболичних функција
Синус хиперболични, косинус хиперболични и тангенс хиперболични одређени су формулама:
{\displaystyle \sinh x={\frac {e^{x}-e^{-x}}{2}},}
{\displaystyle \cosh x={\frac {e^{x}+e^{-x}}{2}},}
{\displaystyle \tanh x={\frac {e^{x}-e^{-x}}{e^{x}+e^{-x}}}.}
- Сл.1. Граф синуса хиперболичног (плаве боје, доњи), и косинус (црвен, изнад)
- Сл.2. Граф тангенса хиперболичног (плав)
- Сл.3. Граф котангенса хиперболичног (црвен)

Котангенс хиперболични, секанс хиперболични и косеканс хиперболични су реципрочне вредности:
{\displaystyle \coth x={\frac {1}{\tanh x}}={\frac {e^{x}+e^{-x}}{e^{x}-e^{-x}}},}
{\displaystyle sechx={\frac {1}{\cosh x}}={\frac {2}{e^{x}+e^{-x}}},}
{\displaystyle cschx={\frac {1}{\sinh x}}={\frac {2}{e^{x}-e^{-x}}}.}
- Сл.4. Граф секанса хиперболичног (црвен)
- Сл.5. Граф косеканса хиперболичног (плав)

Геометријско одређивање хиперболичних функција аналогно је одређивању тригонометријских функција синус, косинус, тангенс (в. равнинска тригонометрија).

### Геометријско одређивање
У тригонометријском кругу дефинисане су функције {\displaystyle \sin x,\;\cos x,\;\tan x} као одсечци BC, OB, AD (полупречник r=1), а угао α је централни угао AOC. Исти угао смо могли дефинисати и као површину Pk двоструког кружног исечка COK (сл.6. шрафирано). 
- Сл.6. Тригонометријска кружница
- Сл.7. Тригонометријска хипербола

Наиме, када је угао AOC, тј. α у радијанима, тада двоструки централни исечак COK има површину {\displaystyle P_{k}={\frac {1}{2}}r^{2}\cdot 2\alpha =\alpha .} Узимајући аналогну функцију површине, али не за кружницу {\displaystyle x^{2}+y^{2}=1,} него за истострану хиперболу {\displaystyle x^{2}-y^{2}=1,} и означавајући са {\displaystyle P_{h}=x} површину аналогног сектора COK (шрафирано на сл.7.), дефинишемо хиперболне функције: sh x = BC, ch x = OB, th x = AB, односно истим редом sinh x, cosh x, tanh x, тј. синус, косинус и тангенс хиперболни.
Када се израчуна површина х (в. одређени интеграл) добијају се изрази за BC, OB, AD: 
{\displaystyle x=\ln(BC+{\sqrt {BC^{2}+1}})=\ln(OB+{\sqrt {OB^{2}-1}})={\frac {1}{2}}\ln {\frac {1+AD}{1-AD}},}
дакле за хиперболне функције добијамо претходно наведене изразе у експоненцијалном облику:
{\displaystyle BC={\frac {e^{x}-e^{-x}}{2}}=\sinh x,}
{\displaystyle OB={\frac {e^{x}+e^{-x}}{2}}=\cosh x,}
{\displaystyle AD={\frac {e^{x}-e^{-x}}{e^{x}+e^{-x}}}=\tanh x.}

### Тригонометријске везе
{\displaystyle \sin z=-i\sinh z,\quad \sinh z=-i\sin iz,}
{\displaystyle \cos z=i\cosh z,\quad \cosh z=i\cos iz,}
{\displaystyle \tan z=-i\tanh z,\quad \tanh z=-i\tan iz,}
{\displaystyle \cot z=i\sinh z,\quad \coth z=i\cot iz.}
Свака формула која повезује хиперболичне функције аргумента х или ах, али не ax+b, може се добити из одговарајуће формуле која повезује обичне тригонометријске функције угла z заменом {\displaystyle \sin z\,} са {\displaystyle i\sinh x\,} и заменом {\displaystyle \cos z\,} са {\displaystyle \cosh x.\,} На пример:
{\displaystyle \cos ^{2}z+\sin ^{2}z=1\,} прелази у {\displaystyle \cosh ^{2}x-\sinh ^{2}x=1,\,}
{\displaystyle \sin 2z=2\sin y\cos z,\,} прелази у {\displaystyle \sinh 2x=2\sinh x\cosh x.\,}

## Основне формуле
За хиперболне функције вреде формуле аналогне формулама за функције обичне тригонометрије.

### Функције једног аргумента
{\displaystyle \cosh ^{2}x-\sinh ^{2}x=1,\quad sech^{2}x+\tanh ^{2}x=1,}
{\displaystyle \coth ^{2}x-csch^{2}x=1,\quad \tanh x\cdot \coth x=1,}
{\displaystyle {\frac {\sinh x}{\cosh x}}=\tanh x,\quad {\frac {\cosh x}{\sinh x}}=\coth x.}

### Међусобно изражавање
{\displaystyle \sinh x={\sqrt {\cosh ^{2}x-1}}={\frac {\tanh x}{\sqrt {1-\tan ^{2}x}}}={\frac {1}{\sqrt {\coth ^{2}x-1}}},}
{\displaystyle \cosh x={\sqrt {\sinh ^{2}x+1}}={\frac {1}{\sqrt {1-\tanh ^{2}x}}}={\frac {\coth x}{\sqrt {\cot ^{2}x-1}}},}
{\displaystyle \tanh x={\frac {\sinh x}{\sqrt {\sinh ^{2}x+1}}}={\frac {\sqrt {\cosh ^{2}x-1}}{\cosh x}}={\frac {1}{\coth x}},}
{\displaystyle \coth x={\frac {\sqrt {\sinh ^{2}x+1}}{\sinh x}}={\frac {\cosh x}{\sqrt {\cosh ^{2}x-1}}}={\frac {1}{\tanh x}}.}

### Збир и разлика аргумената
{\displaystyle \sinh(x\pm y)=\sinh x\cosh y\pm \cosh x\sinh y,}
{\displaystyle \cosh(x\pm y)=\cosh x\cosh y\pm \sinh x\sinh y,}
{\displaystyle \tanh(x\pm y)={\frac {\tanh x\pm \tanh y}{1\pm \tanh x\tanh y}},\quad \coth(x\pm y)={\frac {1\pm \coth x\coth y}{\coth x\pm \coth y}}.}

### Функције двоструког аргумента
{\displaystyle \sinh 2x=2\sinh x\cosh x,\quad \cosh 2x=\sinh ^{2}x+\cosh ^{2}x,}
{\displaystyle \tanh 2x={\frac {2\tanh x}{1+\tanh ^{2}x}},\quad \coth 2x={\frac {1+\coth ^{2}x}{2\coth x}}.}

### Моаврова хиперболична формула
{\displaystyle (\cosh x\pm \sinh x)^{n}=\cosh nx\pm \sinh nx}

### Функције половине аргумента
{\displaystyle \sinh {\frac {x}{2}}=\pm {\sqrt {\frac {\cosh x-1}{2}}},} + за x>0, - за x<0,
{\displaystyle \cosh {\frac {x}{2}}={\sqrt {\frac {\cosh x+1}{2}}},}
{\displaystyle \tanh {\frac {x}{2}}={\frac {\cosh x-1}{\sinh x}}={\frac {\sinh x}{\cosh x+1}},\quad \coth {\frac {x}{2}}={\frac {\sinh x}{\cosh x-1}}={\frac {\cosh x+1}{\sinh x}}.}

### Збир и разлика функција
{\displaystyle \sinh x\pm \sinh y=2\sinh {\frac {x\pm y}{2}}\cosh {\frac {x\mp y}{2}},}
{\displaystyle \cosh x+\cosh y=2\cosh {\frac {x+y}{2}}\cosh {\frac {x-y}{2}},}
{\displaystyle \cosh x-\cosh y=2\sinh {\frac {x+y}{2}}\sinh {\frac {x-y}{2}},}
{\displaystyle \tanh x\pm \tanh y={\frac {\sinh(x\pm y)}{\cosh x\cosh y}}.}

## Инверзне (Ареа) функције
Називи ареа-синус, ареа-косинус, ареа-тангенс и ареа-котангенс потичу од речи ареа (површина) јер ареа-функције можемо представити површином хиперболичног сектора. Оне су инверзне функцијама синус хиперболни, косинус хиперболни, тангенс хиперболни и котангенс хиперболни, тј. ако је {\displaystyle y=\sinh x\,} тада је {\displaystyle x=Ar\sinh y,\,} итд:
{\displaystyle y=Ar\sinh x\,} ареа-синус, ако је {\displaystyle x=\sinh y,\,}
{\displaystyle y=Ar\cosh x\,} ареа-косинус, ако је {\displaystyle x=\cosh y,\,}
{\displaystyle y=Ar\tanh x\,} ареа-тангенс, ако је {\displaystyle x=\tanh y,\,}
{\displaystyle y=Ar\coth x\,} ареа-котангенс, ако је {\displaystyle x=\coth y.\,}

### Изражавање логаритмима
{\displaystyle Ar\sinh x=\ln(x+{\sqrt {x^{2}+1}}),}
{\displaystyle Ar\cosh x=\pm \ln(x+{\sqrt {x^{2}-1}}),\;x\geq 1,}
{\displaystyle Ar\tanh x={\frac {1}{2}}\ln {\frac {1+x}{1-x}},\;|x|<1,}
{\displaystyle Ar\coth x={\frac {1}{2}}\ln {\frac {x+1}{x-1}},\;|x|>1.}

### Међусобно изражавање инверзних
{\displaystyle Ar\sinh x=\pm ^{*}Ar\cosh {\sqrt {x^{2}+1}}=Ar\tanh {\frac {x}{\sqrt {x^{2}+1}}}=Ar\coth {\frac {\sqrt {x^{2}+1}}{x}},}
{\displaystyle Ar\cosh x=\pm Ar\sinh {\sqrt {x^{2}-1}}=\pm Ar\tanh {\frac {\sqrt {x^{2}-1}}{x}}=\pm Ar\cosh {\frac {x}{\sqrt {x^{2}-1}}},}
{\displaystyle Ar\tanh x=Ar\sinh {\frac {x}{\sqrt {1-x^{2}}}}=\pm ^{*}Ar\cosh {\frac {1}{\sqrt {1-x^{2}}}}=Ar\coth {\frac {1}{x}},}
{\displaystyle Ar\coth x=Ar\sinh {\frac {1}{\sqrt {x^{2}-1}}}=\pm ^{*}Ar\cosh {\frac {x}{\sqrt {x^{2}-1}}}=Ar\tanh {\frac {1}{x}}.}
Уз индекс * иде предзнак + за х позитивно, - за х негативно.

### Односи међу инверзним
{\displaystyle Ar\sinh x\pm Ar\sinh y=Ar\sinh(x{\sqrt {1+y^{2}}}\pm y{\sqrt {1+x^{2}}}),}
{\displaystyle Ar\cosh x\pm Ar\cosh y=Ar\cosh(xy\pm {\sqrt {(x^{2}-1)(y^{2}-1)}}),}
{\displaystyle Ar\tanh x\pm Ar\tanh y=Ar\tanh {\frac {x\pm y}{1\pm xy}}.}